# 107 mm-es 1940 mintájú hadosztályágyú (M–60)
A 107 mm-es 1940 mintájú hadosztályágyú (M–60) (oroszul 107-мм дивизионная пушка образца 1940 года (М–60)) egy szovjet gyártmányú tüzérségi eszköz volt, melyet az 1930-as évek végén fejlesztettek ki. Az ágyúval a szovjet hadosztály-tüzérséget kívánták ellátni egy erős páncéltörő fegyverrel. A löveg gyártását 1940-ben kezdték, de nem sokkal a német-szovjet háború kitörése után leállították a gyártást, így a fegyverből csak kis mennyiség készült. Ezek az ágyúk a Vörös Hadsereg szolgálatában kerültek bevetésre a második világháború alatt.

## Fejlesztés

### Háttér
Az 1930-as évek végéig a szovjet hadosztály-tüzérség 76,2 mm-es ágyúkkal volt felszerelve. Az első világháború után továbbra is ilyen űrméretű fegyvereket alkalmaztak és fejlesztettek, mivel nagy mennyiségben állt rendelkezésre a hozzájuk való lőszer és a megfelelő gyártáshoz való felszerelés. Mivel a két világháború között a fémgyártásban, kémiában és hadieszköz-tervezésben is nagy előrelépések történtek, így az USZV és ZiSZ–3 típusú ágyúk kerültek kifejlesztésre és gyártásra, melyek legtöbb jellemzőjükben felülmúlták elődeiket, így azoknál könnyebbek voltak és szétterpeszthető lövegtalpszárakkal szerelték fel őket. Ezen előnyök ellenére a hozzájuk használt lőszer továbbra is gyenge volt. Az első világháborús lövészárok hadviselés előtt az Orosz Birodalmi Hadseregnél használt 76 mm-es srapnel lövedékek kielégítőek voltak, viszont a repesz-romboló lövedékek viszonylag kis mennyiségű robbanóanyagot tartalmaztak (jellemzően 600-700 gramm), amely alig volt hatékony a tábori erődítmények ellen.

### Munkák a 95 mm-es ágyúkon
Az 1937-es év második felében született a döntés, hogy belefogjanak egy nagyobb űrméretű hadosztályágyú fejlesztésébe. Az év végén a 95 mm-es tervezetet nyújtották be. 1938. március 10-én a Tüzérségi Eszközök Főcsoportfőnöksége (GAU) kezdeményezte egy 95 mm-es hadosztályágyú építését a Kirov üzemben és a 92-es számú üzemben. Az első hamar felhagyott a fejlesztéssel, de az UZTM gyár rögtön utána csatlakozott a programhoz. Mindkét gyár ágyújához elő kellett állítania egy 122 mm-es tarackot is.
Az UZTM tervezete, az U–4 ugyanazon lövegtalpat kapta, mint az U–2 jelű 122 mm-es taracké, de a fejlesztést soha nem fejezték be. A 92-es számú üzemben a Vaszilij Gavrilovics Grabin vezette csapat kifejlesztette az F–28 jelű fegyvert, amely 122 mm-es F–25 tarack lövegtalpán alapult. Az első prototípussal 1938 decemberében készültek el, még a tervezet hivatalos jóváhagyása előtt, amelyre 1939. március 23-án került sor. Az F–28 1940. február 12-én került csapatpróbára. Ennek ellenére 1940 tavaszán a 95 mm-es ágyúk fejlesztését törölték, mivel úgy határoztak, hogy még nagyobb űrméretű lövegre van szüksége a hadosztály-tüzérségnek.

### Munkák a 107 mm-es ágyúkon

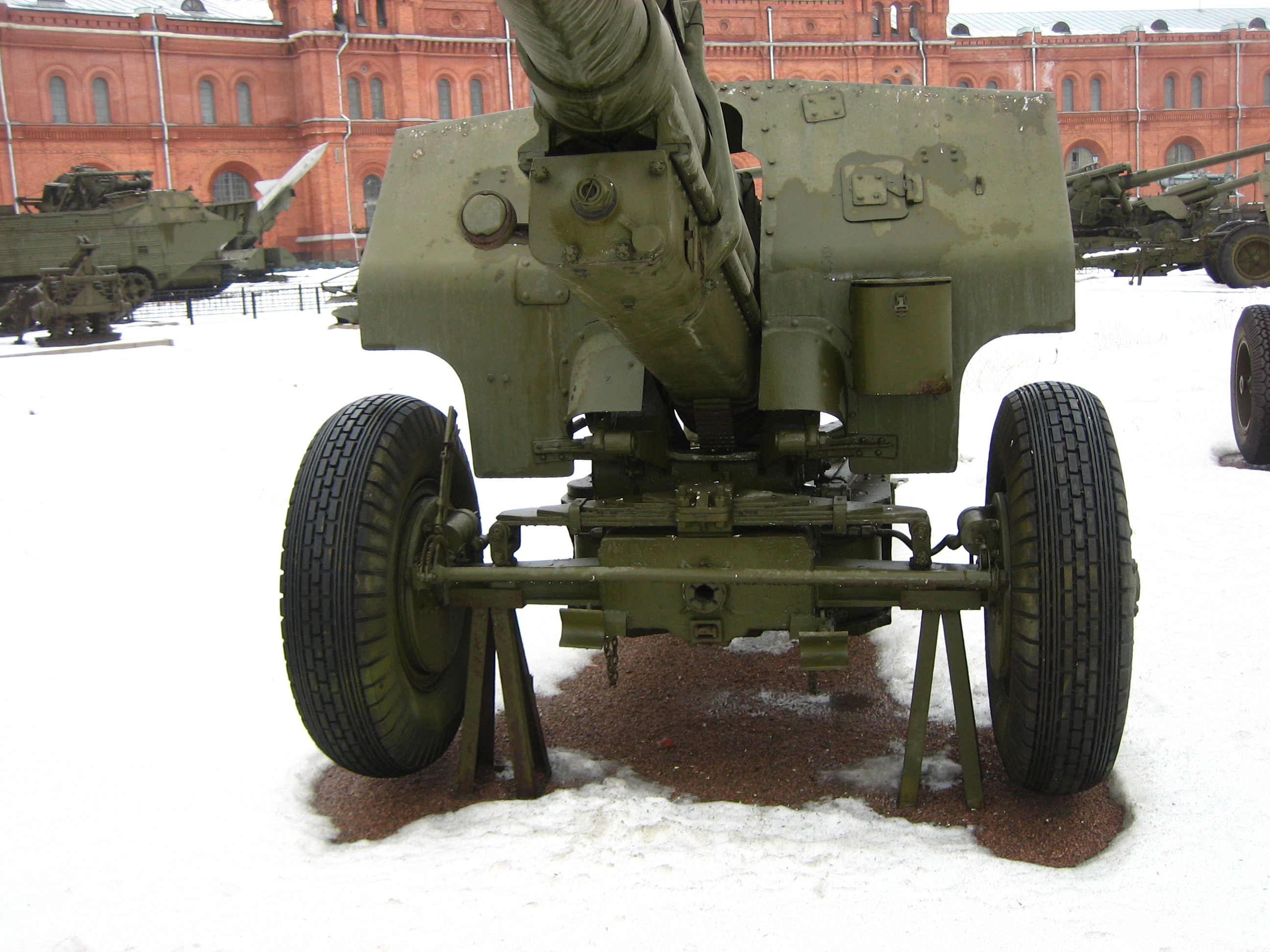
Elölnézet

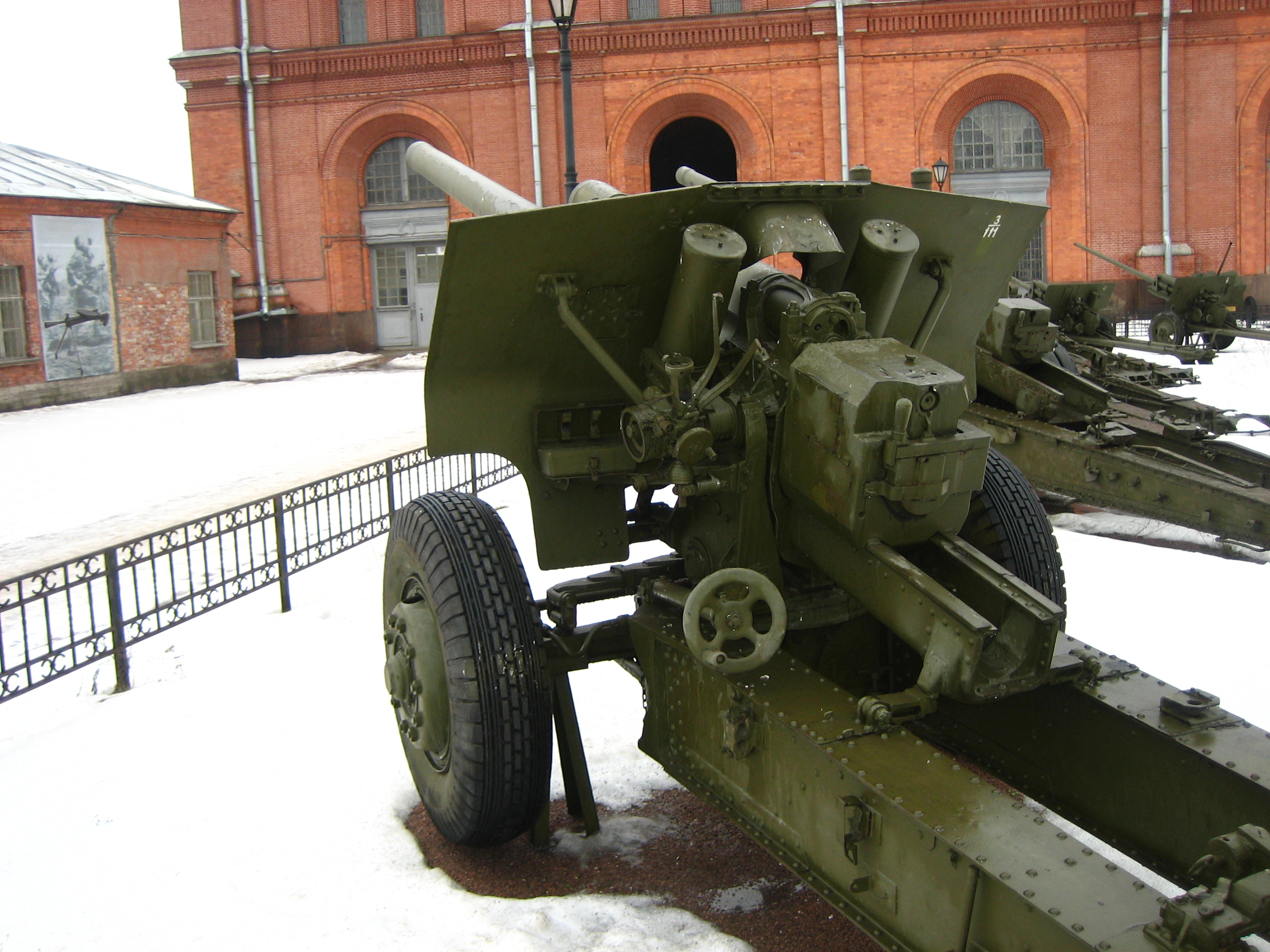
Hátulnézet

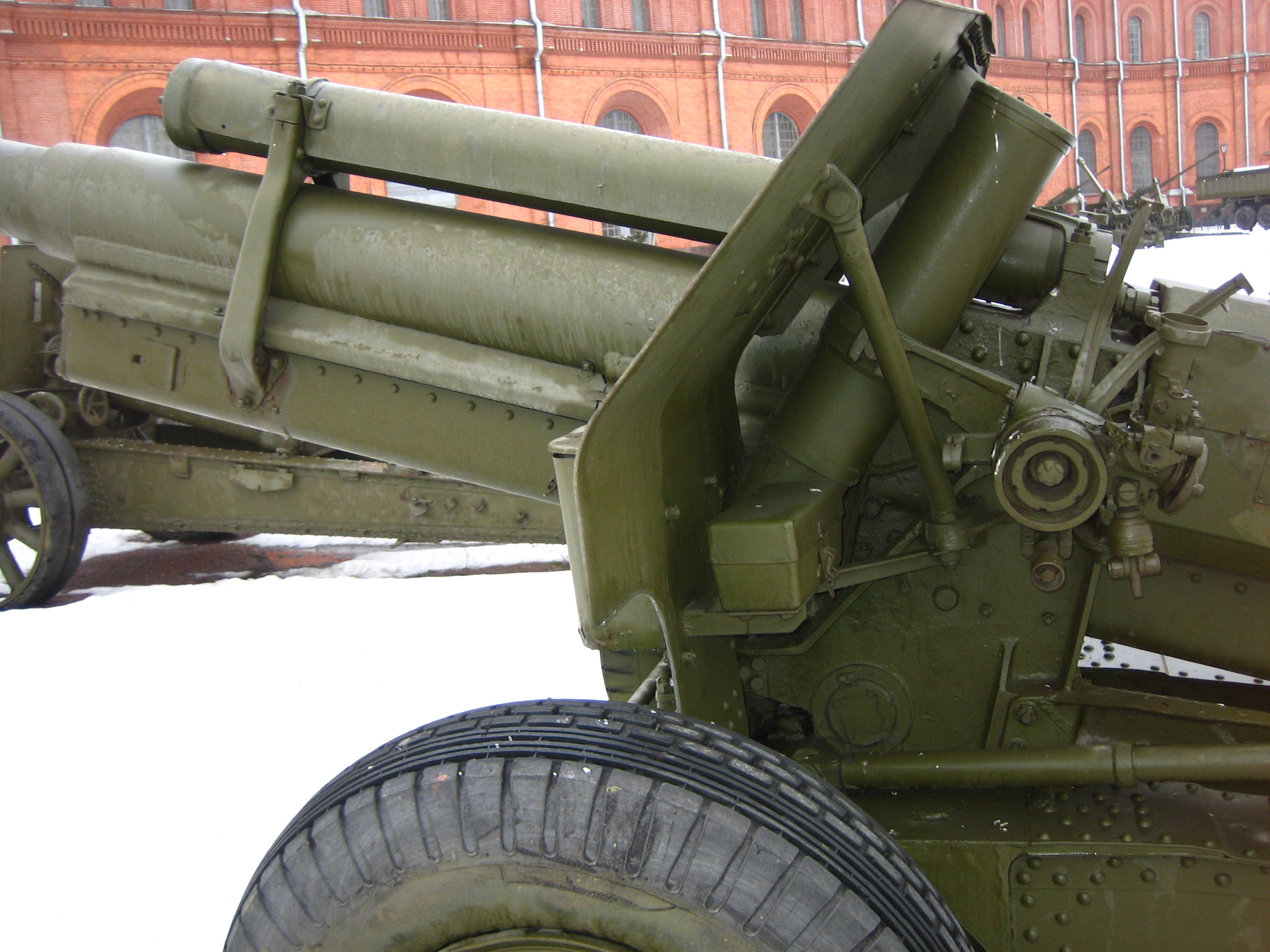
Bal oldali nézet

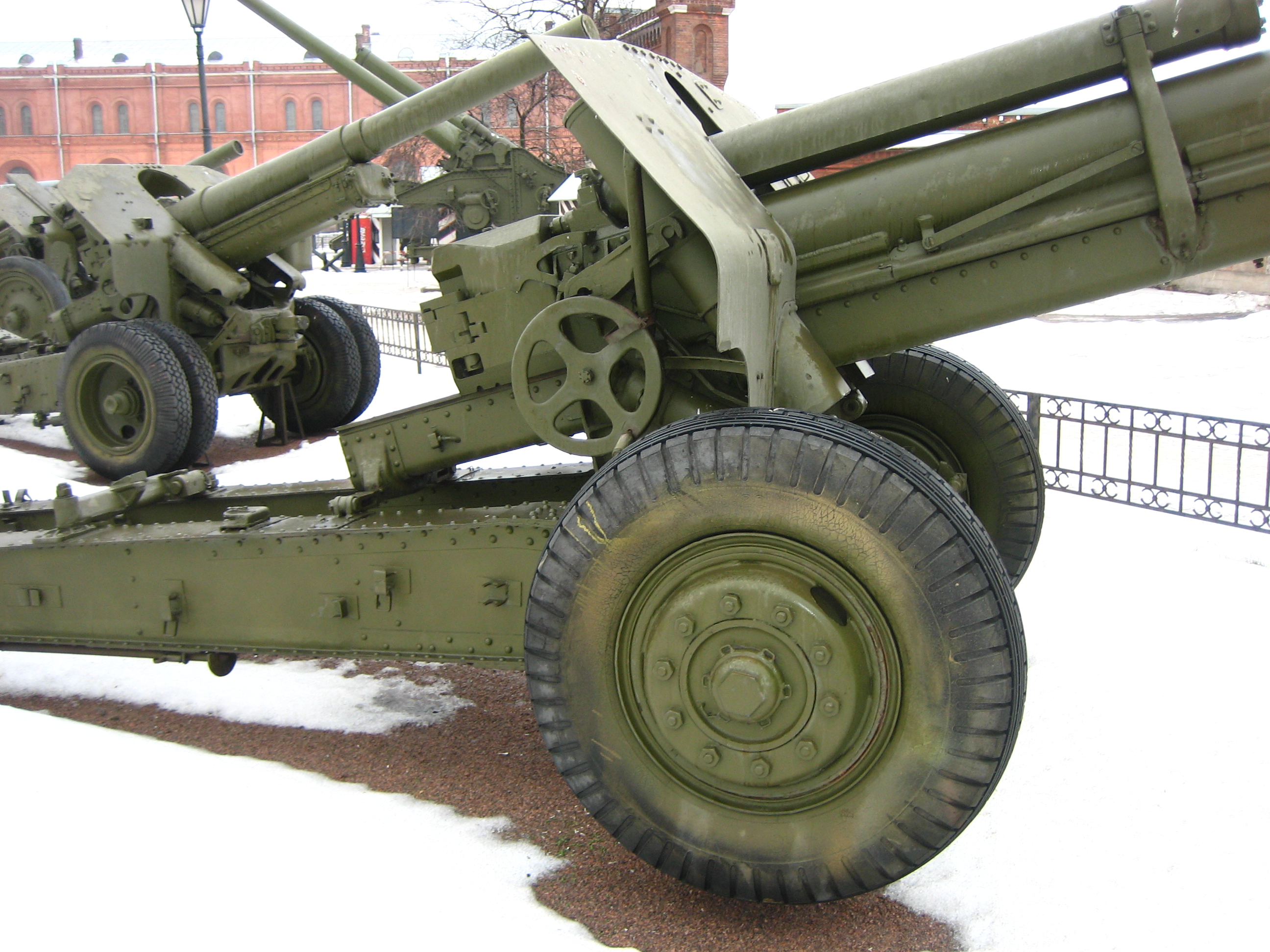
Jobb oldali nézet

1938 őszén a GAU úgy határozott, hogy megkezdi egy 107 mm űrméretű hadosztály-ágyú építési munkálatait. Az ok az volt, hogy nem akartak egy új űrméretű ágyút rendszeresíteni, mint például a fejlesztés alatt álló 95 mm-es. A 107 mm-es űrméretű lövegek már az Orosz Birodalom haderejében is szolgáltak, és azokat a szovjet Vörös Hadsereg is megtartotta, emiatt mind a lövegek, mind a hozzájuk való lőszer is gyártásban volt, így a 76 mm-es űrméretről való átállás egyszerűbb és olcsóbb volt. A nagyobb űrméret viszont nagyobb súlyú ágyúkat eredményezett. Viszont lehetségesnek tűnt egy erőteljes 107 mm-es ágyú kifejlesztése, melynek súlya megegyezhetett a négy tonnás 152 mm-es 1938 mintájú tarackéval, melyet 1939-ben rendszeresítettek és elég mozgékonynak ítélték hadosztály-szintű használathoz.
1940-ben a GAU olyan jelentéseket kapott, melyek szerint (valótlanul) a Wehrmacht új, vastagabb páncélzattal ellátott harckocsikat rendszeresít. A GAU vezetője, Grigorij Ivanovics Kulik megkérdőjelezte a már meglévő 45 mm-es páncéltörő és 76 mm-es hadosztályágyúk hatékonyságát ezen új járművekkel szemben. Ezen aggodalom vezetett a sokkal erősebb 57 mm-es páncéltörő ágyú és a 107 mm-es hadosztály-lövegek rendszeresítéséhez. Ezek a fegyverek nem szorították ki teljes mértékben a 45 mm-es és 76 mm-es lövegeket, de kiegészítették őket.
1938. október 14-én a 172-es számú üzem megkapta a technikai előírásokat a 107 mm-es ágyúhoz. A löveget három változatban fejlesztették, melyek az M–25, M–45 és az M–60 jelöléseket viselték. Az első kettő az M–10 tarack lövegtalpát kapta, ezek sikeresen végeztek a csapatpróbákon, de végül az M–60 mellett döntöttek. Eredetileg az M–60 is két változatban készült, melyeket különféle módon lehetett vontatni - az egyiket hátsó helyzetben rögzített lövegcsővel, a másikat 180 fokban elforgatott felső lövegtalppal. Ezek közül végül az első változat mellett döntöttek. 1939. december 13-án a prototípusok csapatpróbára kerültek, amelyet egészen 1940. április 23-ig folytattak. Néhány kiigazítás után az ágyú sikeresen befejezte az 1940. október 11. és 25. között végzett csapatpróbát, majd 107 mm-es 1940 mintájú univerzális nagyerejű hadosztályágyú jelöléssel rendszeresítették.
Az F–28 tervezet törlése után a 92-es számú üzem tervezőirodája is elkezdett dolgozni egy 107 mm-es ágyún. Az 1940-es év végén a gyár előállította a ZiSZ–24 prototípust, amely egy nagyon hosszú, 73,5 kaliberhosszúságú lövegcsővel és a 152 mm-es 1937 mintájú tarackágyú lövegtalpával készült. Az új fegyver nagyon erős, viszont nagyon nehéz és drága lett, így a tervezetet elvetették. Később ugyanez a tervezőiroda ismét dolgozni kezdett egy másik 107 mm-es ágyún, amely az M-60 lövegtalpának és a ZiSZ–6 harckocsiágyúhoz hasonló ballisztikájú lövegcsőnek a kombinációja lett. A német-szovjet háború kitörése után ezt a tervezetet is törölték.
Az M–60 alapján ki akartak fejleszteni egy kazamata ágyút. A technikai követelményeket 1940. július 27-én hagyták jóvá. A 352-es számú üzem tervezőirodája dolgozott a tervezeten szeptember 22-től. A háború kitörése miatt ezzel a tervvel is felhagytak.

## Gyártás
Az ágyú a novocserkasszki 352-es és a 172-es számú üzemekben került sorozatgyártásra. Az első 25 darabot gyártott 1940-ben, a második további 101 darabot 1941-ben.
A német-szovjet háború kitörése után nem sokkal a gyártás a következő okok miatt leállították:
- Nem állt rendelkezésre elegendő számú tüzérségi vontató, melyek elég erősek ahhoz, hogy a nehéz löveget vontassák
- A lövészhadtest feloszlatásával a hadtest szintű tüzérséget is feloszlatták
- Nem érezték szükségességét egy jó páncéltörő képességű, ámde nehéz ágyúnak
- Az ágyú gyártása komplikált, karbantarthatósága nehézkes
- Az 1941-es háborús viszonyok miatt a Szovjetunió nem rendelkezett fölösleges gyártókapacitással az M–60 ágyúk gyártásához.

## Leírás
A lövegcső egy laza bélésből és köpenyből állt, amelyet a závárzatba csavartak; a závárzat megszakított menetű csavarzár típusú, amelyet a 122 mm-es 1910/30 mintájú taracktól kölcsönöztek. A hátrasikló rendszer egy hidraulikus fékből és egy hidropneumatikus helyretolóból állt. A lövegtalp szétterpeszthető lövegtalpszárakkal és busz-típusú kerekekkel, gumiabronccsal volt ellátva. A kezelőszemélyzet védelmének érdekében a fegyvert ellátták lövegpajzzsal, amely azonban csak a kézifegyverek tüze és tüzérségi lövedékek repeszei ellen nyújtott védelmet.
Vontatási helyzetben a lövegcsövet visszahúzták és rögzítették. Rövid távon történő mozgatás esetén a csövet eredeti pozíciójában hagyták mindaddig, amíg a vontatási sebesség nem haladta meg az óránkénti 6-7 kilométeres sebességet.

## Szervezés és alkalmazás
Annak ellenére, hogy az M–60 ágyút hadosztályágyúnak tervezték, soha nem került bevetésre a Vörös Hadsereg lövész-hadosztályainál. 1941-ben az M–60 a páncéltörő tüzérdandárokban szolgált; a hivatalos szervezési feljegyzések szerint ezek két ezredből, ezredenként egy M–60-nal felszerelt zászlóaljból (12 ágyú) és két 85 mm-es légvédelmi ágyúval felszerelt zászlóaljból álltak, melyek mindkét ágyútípust nehéz páncéltörő ágyúként is bevetették. A gyakorlatban a legtöbb dandár soha nem kapta meg 107 mm-es ágyúit. Ezeket a dandárokat az 1941-es év végén feloszlatták, a megmaradt M–60 ágyúkat pedig 12 ágyús önálló zászlóaljakba szervezték.
1943-ban a lövészhadtesteket újra bevezették. A hadtest tüzérezredek megkapták a megmaradt 107 mm-es ágyúk zömét, mellettük pedig 122 mm-es ágyúkkal és 152 mm-es tarackokkal szerelték fel őket; ezredenként 16-20 darab löveggel.
Mivel az M–60 csak kis számban gyártott löveg volt, a harctéri alkalmazásáról készült feljegyzések ritkák. Néhányat bevetettek a kurszki csatában. 1944-ben hat darabot használtak Szevasztopol felszabadítása során.
Néhány darabot a Wehrmacht is zsákmányolt, melyeket aztán 10,7 cm K 353(r) jelöléssel rendszeresítettek.
Egy megmaradt példány látható a szentpétervári tüzérségi múzeumban.

## Összegzés

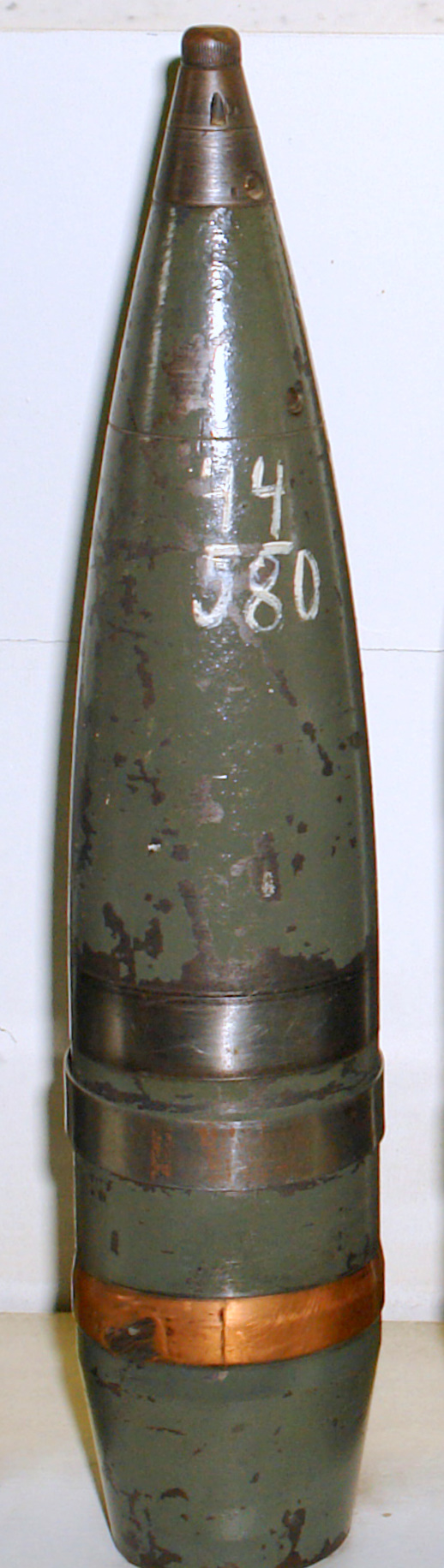
OF–420

Az 1941-es német támadás olyan helyzetbe hozta a Szovjetuniót, amelyben nem volt szükség az M–60 ágyúhoz hasonló fegyverekhez és a gyártókapacitás sem tette lehetővé a fegyver gyártását. Emiatt csak kis számú ágyú készült és került a Vörös Hadsereghez.
Az M–60 volt a Vörös Hadsereg által rendszeresített utolsó 107 mm-es löveg. Azonban 1943-ban kifejlesztették a 9SZ–1 jelölésű ágyút, amely viszont nem került sorozatgyártásra. A háború végéig a hadosztály-tüzérség továbbra is a 76 mm-es ágyúkat (a 122 mm-es tarackok mellett) alkalmazta, míg a nagyobb formációk nehezebb, sokkal erősebb fegyvereket használtak, mint a 122 mm-es A–19. A háború vége felé, amikor szükségessé vált egy erősebb páncéltörő fegyver bevezetése, kifejlesztették a 100 mm BSZ–3 ágyút. Az M–60-nal ellentétben a BSZ–3 egyesített lőszert használt, amely nagyobb tűzgyorsaságot eredményezett, emellett a BSZ–3 könnyebb volt, tűz késszé tétele pedig rövidebb időt igényelt, mivel lövegcsövét nem kellett hátratolni a vontatáshoz. Az egyesített lőszer miatt viszont kevésbé volt hatékony tábori ágyúként. 1945-ben egy másik löveget is rendszeresítettek hasonló feladatkörben, ez pedig a 85 mm-es D–44 hadosztályágyú volt.
Összehasonlításként a németek szabvány 10,5 cm-es ágyúja, a 10,5 cm sK 18 hasonló karakterisztikával rendelkezett. Lőtávolsága nagyobb (19 km, a modernizált K 18/40 lőtávolsága pedig 21 km), de súlya is sokkal nagyobb volt. A német ágyú valamivel könnyebb (15 kg) lövedéket tüzelt.
Egy másik hasonló ágyú a brit BL 4.5 inch Medium Field Gun. Az M–60-nál jóval nehezebb, lövedéke 25 kg, melyet 19 km távolságra repíthetett.

## Lőszer
Az M–60 ágyúhoz osztott lőszert használtak, amelynél a hajtótöltet egy külön hüvelyben kapott helyet. A korábbi 1910/30 mintájú ágyúhoz használt lőszereket is lehetett használni, de különböző hüvellyel és hajtótöltettel. Három különböző töltetet - teljes, első és második - használtak.
Az OF–420 lövedék robbanása, a gyújtót repeszhatásúra állítva, 6-14 méteres területen belül a célpontok 90%-át, 20-42 méteres területen belül pedig 50%-át semmisítette meg. Mikor a gyújtót nagy robbanóerejű hatásra állították, a lövedék egy 1-1,5 méter átmérőjű és 40–60 cm mély lyukat ütött az átlagos keménységű talajba.
A srapnel lövedék több, mint 600 darab apró lövedéket tartalmazott, és egy nagyjából 800 méter hosszú és 45-50 méter széles területet fedett be.
| Elérhető lőszertípusok                       |         |             |                 |                            |               |
| Típus                                        | Modell  | Súly, kg    | Töltet súly, kg | Csőtorkolati sebesség, m/s | Lőtávolság, m |
| Páncéltörő lövedékek                         |         |             |                 |                            |               |
| APBC                                         | B–420   | 18,71       | 0,44            | 730                        | 3000          |
| Nagy robbanóerejű és repesz hatású lövedékek |         |             |                 |                            |               |
| Repesz-romboló, nagy lőtávolságú, acél       | OF–420  | 17,2        | 2,15            | 737                        | 18 300        |
| Repesz-romboló                               | OF–420U | 17,4        | 2,01            | 670                        | 16 130        |
| Nagy robbanóerejű                            | F–420U  | 16,54       | 1,8             |                            |               |
| Nagy robbanóerejű, régi                      | F–422L  | 16,41       | 1,56            |                            |               |
| Nagy robbanóerejű, régi                      | F–422K  | 16,41       | 1,54            |                            |               |
| Nagy robbanóerejű, régi                      | F–422M  | 16,41       | 1,7             |                            |               |
| Srapnel lövedékek                            |         |             |                 |                            |               |
| Srapnel 45 mp.-es csővel                     | S–422   | 16,54-17,25 | 0,44            |                            |               |
| Srapnel T–6 csővel                           | S–422T  | 16,44       | 0,44            |                            |               |
| Füst lövedékek                               |         |             |                 |                            |               |
| Füst                                         | D–422U  | 16,73       | 0,32/1,76       |                            |               |
| Gyújtó lövedékek                             |         |             |                 |                            |               |
| Gyújtótöltet, T–6 / T–7 csővel               | Z–420   | 17,2        | 0,035/1,6       | 737                        | 11 400        |
| Gyújtótöltet, T–6 / T–7 csővel               | Z–420   | 16,37       | 0,035/1,6       |                            |               |
| Vegyi lövedékek                              |         |             |                 |                            |               |
| Vegyi-repesz                                 | OH–420  | 17,2        |                 |                            |               |
| Vegyi                                        | HSZ–420 | 16,9        |                 |                            |               |
| Vegyi                                        | HN–422  | 16,4        |                 |                            |               |
| Vegyi                                        | HSZ–422 | 16,4        | 0,35/1,7        |                            |               |

| Páncélátütés |                             |                             |
| APCBC típusú B–420 lövedék |                             |                             |
| Távolság, m | 60°-os becsapódási szög, mm | 90°-os becsapódási szög, mm |
| 100 | 111                         | 137                         |
| 300 | 108                         | 133                         |
| 500 | 106                         | 130                         |
| 1000 | 96                          | 121                         |
| 1500 | 92                          | 113                         |
| 2000 | 86                          | 106                         |
| 3000 | 75                          | 92                          |
| Ezek az adatok szovjet páncélátütő mérésekből származnak (átütési valószínűség 75%). Nem közvetlenül összehasonlítandók hasonló típusú nyugati adatokkal. |                             |                             |

## Fordítás
Ez a szócikk részben vagy egészben  a(z)   107 mm divisional gun M1940 (M-60) című angol Wikipédia-szócikk ezen változatának fordításán alapul.  Az eredeti cikk szerkesztőit annak laptörténete sorolja fel. Ez a jelzés csupán a megfogalmazás eredetét és a szerzői jogokat jelzi, nem szolgál a cikkben szereplő információk forrásmegjelöléseként.